# Horváth János (politikus)
Horváth János (Cece, 1921. november 7. – Budapest, 2019. november 25.) magyar közgazdász, politikus. 1945 és 1947 között nemzetgyűlési, majd 1998 és 2014 között országgyűlési képviselő. 1947-ben koholt vádak alapján elítélték, 1951-ben szabadult. Az 1956-os forradalom leverése után Amerikába távozott, az Indianapolis, Indianában lévő Butler Egyetem professzora volt. 1997-ben tért haza. 2003 és 2014 között a legidősebb képviselő és ebből adódóan az Országgyűlés korelnöke is volt.

## Pályafutása
Édesapja halála után Budapestre került, ahol a Pannónia utcai polgári iskolába járt. 1933-ban cserkész lett. Középiskolába a Gróf Széchenyi István Felsőkereskedelmi Fiúiskolába került, ahol Szerb Antal is tanította. Itt bekapcsolódott a református ifjúsági mozgalmakba, és az egyik Soli Deo Gloria kollégium elnökévé választották. Társaival képezték magukat, járták a vidéket, hatással voltak rájuk a népi írók és különösen Szabó Dezső.

### 1956 előtt
1940-ben érettségizett a Gróf Széchenyi István Felsőkereskedelmi Iskolában, Budapesten. Ekkor felvételt nyert a József Nádor Műszaki és Gazdaságtudományi Egyetem Közgazdasági Karára, ahol 1946-ban diplomázott. Tanulmányait munka mellett végezte el, a Nostra Általános Közraktár Vállalatnál volt könyvelő, majd főkönyvelő. 1945 és 1947 között a könyvelési részleg vezetője volt.
1944-ben részt vett a Magyar Nemzeti Függetlenségi Mozgalomban, emiatt a Gestapo letartóztatta. Halálraítélték, de a börtönből sikerült megszöknie. 1945-ben a budapesti törvényhatósági bizottság tagjává választották. Ugyanebben az évben az FKGP színeiben (amelynek 1942 óta tagja volt), megválasztották nemzetgyűlési képviselőnek. Parlamenti működése alatt a miniszterelnök munkatársa, a Magyar Parasztszövetség gazdaságpolitikai igazgatója és az agrárszövetkezeti központ igazgatója is volt. Ugyanebben az időszakban a párt XIII. kerületi elnöke is. 1947. január 16-án a Magyar Közösség-ügyben koholt vádak alapján letartóztatták, majd ugyanebben az évben négyévi kényszermunkára ítélték. Parlamenti és törvényhatósági mandátumaitól megfosztották. 1951-ben szabadult. 1954-ig a Siemens Röntgengyárban, majd 1956-ig a Beloiannisz Híradástechnikai Gyárban munkás, illetve műszerész volt.

### 1956 után
Az 1956-os forradalom kitörésekor az Országos Gazdasági Újjáépítési Tanács ügyvezető elnöke lett. Emellett újra az FKGP XIII. kerületi szervezetének elnökévé választották. A forradalom leverése után emigrálni kényszerült. Előbb Strasbourgban a Magyar Forradalmi Tanács egyik szervezője, majd New Yorkban a Kossuth Alapítvány egyik létrehozója lett.
1958 és 1966 között hallgatott közgazdaságtant a Columbia Egyetemen, ahol meg is szerezte közgazdaság-tudományi doktorátusát. Amerikai tanulmányainak befejezése után az egyetem oktatója, majd 1968-tól a Butler Egyetem közgazdászprofesszora lett. Kutatási területe az infláció, a munkanélküliség, az agrárszféra és a növekedés témakörét ölelték fel.
A rendszerváltás után többször hazalátogatott, 1997-ben költözött végleg Magyarországra. A Corvinus Egyetem vendégprofesszora volt. 1992-ben a Republikánus Párt jelöltje volt Indiana 10. számú választókerületében. 1998-ban, Orbán Viktor kérésére elvállalta a Fidesz gazdaságpolitikai bizottságának vezetését. A pártba is belépett. Az 1998-as országgyűlési választásokon a Fidesz országos listájáról bejutva 51 év után újra parlamenti mandátumot szerzett, ahogy 2002-ben és 2006-ban is. Varga László 2003-ban bekövetkezett halála után az Országgyűlés legidősebb tagja, s mint ilyen, korelnöke lett. 2010-ben a párt Fejér megyei területi listájáról jutott a parlamentbe, ahol 2006-tól volt a külügyi és határon túli magyarok bizottságának tagja. A 2014-es országgyűlési választáson már nem indult.
2011-ben megkapta a Magyar Köztársasági Érdemrend nagykeresztjét. Két és fél héttel a 98. születésnapja után hunyt el Budapesten, 2019. november 25-én, hétfő hajnalban.
Cecén helyezték örök nyugalomra református rítus szerint, 2019. december 19-én. A temetésen megjelent többek között Áder János köztársasági elnök, Kövér László, az Országgyűlés elnöke és Kocsis Máté.

## Családja
Nős, második házasságában élt. Felesége nyugdíjas számítástechnikus. Első házasságából egy lánygyermeke született. Három unokája van.

## Díjai
- A Magyar Köztársasági Érdemrend tisztikeresztje (2006)
- Truman-Reagen Szabadság-emlékérme (2007)
- Fejér megye díszpolgára (2009)[6]
- A Magyar Köztársasági Érdemrend nagykeresztje (2011)
- Radnóti Miklós antirasszista díj (2013)
- Bajcsy-Zsillinszky-emlékplakett (2014)
- Mindszenty-emlékérem (2014)[7]
- Pécs város Szabadság-díja (2018)[8]

## Könyvek
- Theory of Institutional Inflation
- Chinese technology transfer to the Third World. A grants economy analysis; Praeger, New York–Washington–London, 1976 (Praeger special studies in international economics and development)
- Industrial Concentration
- A demokrácia fellegvárának építői. Csicsery-Rónay István, Horváth János, Török Bálint írásaiból; Századvég, Bp., 2002
- Tiltott történelmünk, 1945-1947; szerk. Horváth János; Századvég, Bp., 2006
- The legacy of the 1956 Hungarian revolution. With significant documents. Five participants forty years later; többekkel; szerk. Nagy Károly, Peter Pastor, ill. Szalay Lajos; Magyar Öregdiák Szövetség Bessenyei György Kör, New Brunswick, 2010
- Nagy idők tanúja. Emlékkönyv Horváth János kilencvenedik születésnapjára; szerk., dokumentumvál., bibliográfia Farkas Judit Antónia; Polgári Magyarországért Alapítvány–Fidesz Magyar Polgári Szövetség Országgyűlési Képviselőcsoport, Bp., 2011
- Élő történelem. Horváth Jánossal, a parlamenti képviselők doyenével beszélget Spangel Péter; Kairosz, Bp., 2012 (Magyarnak lenni)
- Az élet sava-borsa. Horváth János életregénye; riporter Zsiros Mária, Menyhárt Ferenc; L'Harmattan, Bp., 2018
- Két pogány közt, törhetetlenül. Horváth János és az ország háza; riporter Csúri Ákos; Cvikker Média, Bp., 2018